# Tricolia variabilis
Tricolia variabilis är en snäckart. Tricolia variabilis ingår i släktet Tricolia och familjen Tricoliidae. Inga underarter finns listade i Catalogue of Life.